# Abarim

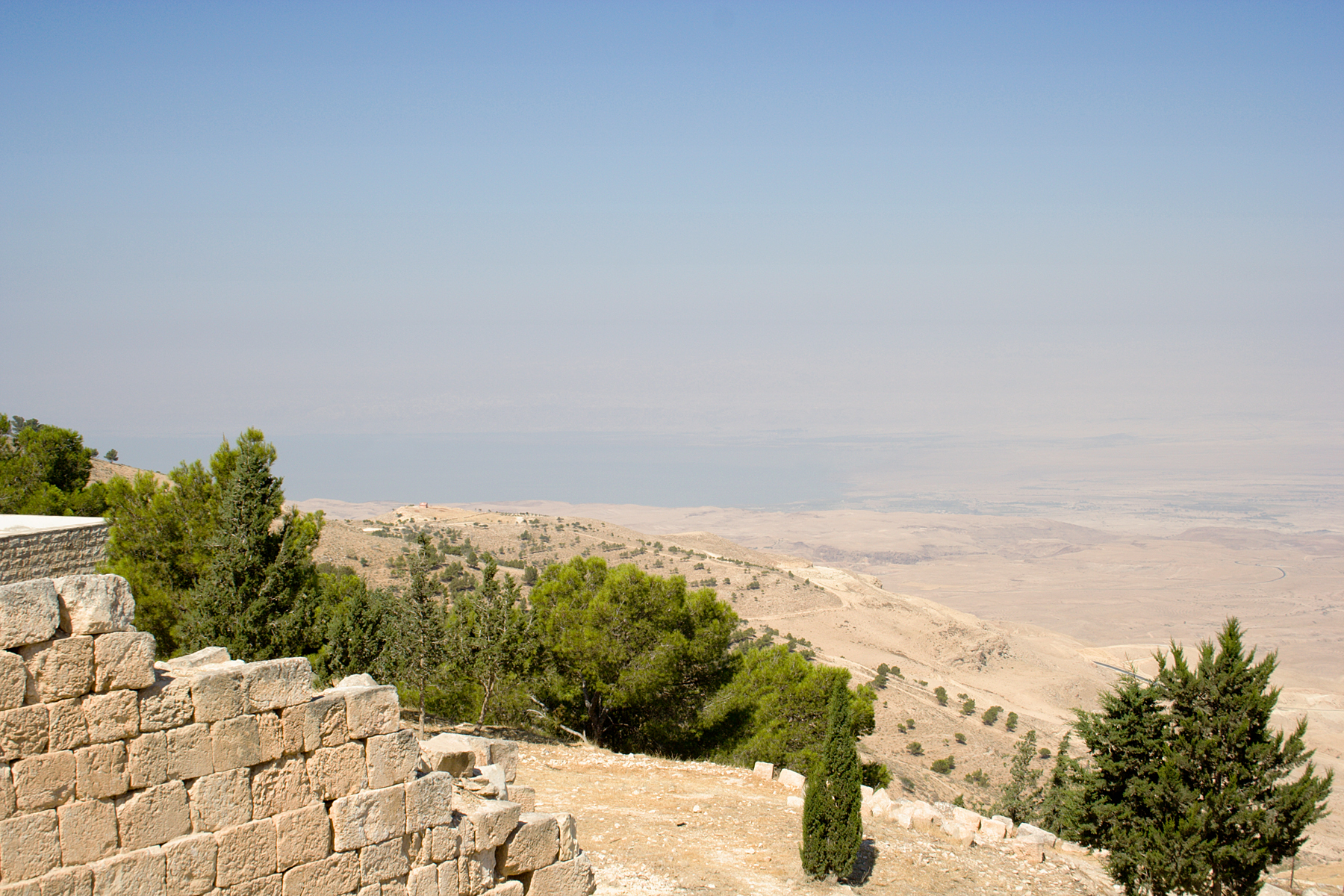
O Mar Morto visto do Monte Nebo.

Abraim é uma cadeia de montanhas, entre o Mar Morto e o planalto de Moab. Num de seus cimos, o Nebo, Moisés teria morrido. Região montanhosa que ficava do outro lado, ao se "passar" o Jordão  {#Dt 32.49}. Mais tarde essa região recebeu o nome de Pereia.